# Меккенбойрен
Меккенбойрен (нім. Meckenbeuren) — громада в Німеччині, знаходиться в землі Баден-Вюртемберг. Підпорядковується адміністративному округу Тюбінген. Входить до складу району Бодензе.
Площа — 31,90 км2. Населення становить 13 621 ос. (станом на 31 грудня 2020).